# Gibbohammus stricticollis
Gibbohammus stricticollis är en skalbaggsart som beskrevs av Wang och Fernando Chiang 1999. Gibbohammus stricticollis ingår i släktet Gibbohammus och familjen långhorningar. Inga underarter finns listade i Catalogue of Life.